# ボケローン県
ボケローン県 (ボケローンけん、スペイン語発音: [bokeˈɾon]) 県都をフィラデルフィアにおくパラグアイの行政区画である。パラグアイの西部にあり、パラグアイの県では面積は最大である。南緯20度06分から23度50分まで、西経50度20分から62度40分までの間にある。
1945年から県の一部はヌエバ・アスンシオン県に属していたが、1992年にボケローン県に再統合された。

## 隣接県
- 北：アルト・パラグアイ県
- 西:  サンタクルス県、チュキサカ県、タリハ県
- 南西: サルタ州
- 南: フォルモサ州
- 東:プレシデンテ・アイェス県

## 気候
パラグアイでは最も砂漠化の進んでいる地域である。年間降水量は約400 mmで、平均気温は25 °Cであり、夏期はパラグアイでも高い気温が観測される

## 下位区分
6つの郡が置かれている
- Filadelfia
- Loma Plata
- Mariscal Estigarribia
- General E. A. Garay
- Doctor Pedro P. Peña
- New Land

## 経済
乳牛や肉牛が盛んに育てられている。皮革産業も盛んで、サドルや靴が主に製造されている。
農業では主にバナナ、レモン、 オレンジやダイダイ 、豆類、さつまいも、玉ねぎ、カボチャ、 トウモロコシ、落花生などが主に生産されている。